# チャールズ・フィッツロイ (第2代グラフトン公)
第2代グラフトン公チャールズ・フィッツロイ（英: Charles FitzRoy, 2nd Duke of Grafton, KG, PC、1683年10月25日 - 1757年5月6日）は、イギリスの貴族。

## 経歴
1683年10月25日、チャールズ2世の私生児である初代グラフトン公爵ヘンリー・フィッツロイとその妻イザベラ（初代アーリントン伯ヘンリー・ベネットの女子相続人。後に第2代アーリントン女伯爵位を継承）の間の一人息子としてロンドンのアーリントン・ハウスに生まれる。
1690年10月9日に父が第2代グラフトン公爵位を継承。
ケンブリッジ大学を卒業。1705年から1757年にかけてサフォーク統監を務めた。
1714年に王室執事長を務めた。1715年に枢密顧問官に列する。
1719年、王立音楽アカデミー社に出資した。
1721年から1724年にかけてアイルランド総督を務めた。
1723年2月7日の母の死により第3代アーリントン伯爵位を継承した。
1724年から1757年にかけて宮内長官を務めた。
1739年に創設された捨子養育院の初代総裁の1人だった。
1749年に王立協会フェロー（FRS）となる。1757年5月6日に死去。爵位は孫のオーガスタス・フィッツロイが継承した。彼は政界で出世し、首相を務めることになる。

## 栄典

### 爵位
1690年10月9日の父ヘンリーの死により以下の爵位を継承。
- ノーサンプトン州における第2代グラフトン公爵 (2nd Duke of Grafton, in the County of Northampton)
（1675年9月11日の勅許状によるイングランド貴族爵位）
- サフォーク州における第2代ユーストン伯爵 (2nd Earl of Euston, in the County of Suffolk)
（1672年8月16日の勅許状によるイングランド貴族爵位）
- サフォーク州における第2代イプスウィッチ子爵 (2nd Viscount Ipswich, in the County of Suffolk）
（1672年8月16日の勅許状によるイングランド貴族爵位）
- サフォーク州におけるサドバリーの第2代サドバリー男爵 (2nd Baron Sudbury of Sudbury, in the County of Suffolk)
（1672年8月16日の勅許状によるイングランド貴族爵位）

1723年2月7日に母イザベラの死により以下の爵位を継承した。
- 第3代アーリントン伯爵 (3rd Earl of Arlington)
（1672年4月22日創設のイングランド貴族爵位）
- ノーフォーク州における第3代セットフォード子爵 (3rd Viscount Thetford, in the County of Norfolk) 
（1672年4月22日創設のイングランド貴族爵位）
- ミドルセックス州におけるアーリントンの第3代アーリントン男爵 (3rd Baron Arlington, of Arlington, in the County of Middlesex)
（1672年4月22日創設のイングランド貴族爵位）

## 家族
1713年4月30日、ウスター侯爵チャールズ・サマセットの娘ヘンリエッタ・サマセットと結婚。彼女との間に以下の7子を儲けた。
- 長男チャールズ・ヘンリー・フィッツロイ（1714年 - 1715年） - 儀礼称号でユーストン伯
- 次男ジョージ・フィッツロイ（1715年 - 1747年） - 儀礼称号でユーストン伯。スキャンダルが多かった[7]。
- 三男オーガスタス・フィッツロイ（1716年 - 1741年） - 3代グラフトン公オーガスタス・フィッツロイと初代サウサンプトン男爵チャールズ・フィッツロイ（英語版）の父
- 四男チャールズ・フィッツロイ（1718年 - 1739年）
- 長女キャロライン・フィッツロイ（1722年 - 1784年） - 第2代ハリントン伯爵ウィリアム・スタンホープと結婚
- 次女ハリエット・フィッツロイ（1723年 - 1735年）
- 三女イザベラ・フィッツロイ（1726年 - 1782年） - 初代ハートフォード侯爵フランシス・シーモア＝コンウェイと結婚

また非嫡出子としてチャールズ・フィッツロイ＝スカダモア（1713年頃 - 1782年）がいる。